# Emily Silver
Emily Susan Silver, född 9 oktober 1985 i Saint Petersburg i Florida, är en amerikansk simmare.
Silver blev olympisk silvermedaljör på 4 × 100 meter frisim vid sommarspelen 2008 i Peking.